# Quý Mị
Quý Mị (chữ Hán: 季芈; ? - ?) họ Mị, tên Tí Ngã (畀我), Quý chỉ thứ tự là con thứ ba, là con gái của Sở Bình Vương, em gái của Sở Chiêu vương.

## Cuộc đời
Năm 506 TCN, Ngô vương Hạp Lư, Thái Chiêu hầu, Đường Thành công liên hiệp đánh Sở, đánh hạ Dĩnh Đô. Sở Chiêu vương dẫn theo em gái Quý Mị chạy ra khỏi Dĩnh Đô, vượt sông Tuy và Trường Giang đến Vân Trung.
Năm 507 TCN, Thân Bao Tư mượn được viện quân nước Tần đẩy lui quân Ngô. Chiêu vương trở về Dĩnh Đô, muốn đem Quý Mị gả cho Thân Bao Tư. Quý Mị từ chối: Thân là nữ tử, nhất định phải xa trượng phu, nhưng thị vệ Chung Kiến từng cõng ta. Sở Chiêu vương bèn gả Quý Mị cho Chung Kiến, phong chức nhạc doãn.